# キックセラ
キックセラ Kickxella はキックセラ亜門に属するカビの属である。1種のみを含み、この類でもっとも古くに発見されたものである。現在ではこの属を含む上位分類群にこの名が使われている。直立する柄の上に胞子形成枝を輪生する。

## 特徴
この属にはただ1種 K. alabastrina のみが知られる。以下の記載はこの種のものである。
培地上のコロニーは白（あるいは淡いクリーム色）。栄養菌糸は無色で規則的に隔壁を生じるが、後にはやや不規則になり、また時に大きさや形が不定なふくらみを生じる。菌糸の径は4-8μm。

### 無性生殖
無性生殖は出芽的に生じる胞子による。この胞子は実際には単胞子の分節胞子嚢とされる。
胞子形成柄は直立し、隔壁があり、その表面はわずかにざらつく。柄は当初は単一だが、後に下部から横に分枝を出すことを繰り返す。柄の太さは12-25μmか、あるいはより太く、高さは1-2mmに達する。その先端はやや膨らみ、その部分の周辺に輪生状に独特の胞子形成枝（スポロクラディア）を形成する。
スポロクラディアは9-15（平均12）がほぼ同時に生じ、スポロクラディアは弓状に上向きに曲がる。普通は3つの細胞からなって長さ65-85μm、太さ10-13μm。それらの細胞は基部と先端側がほぼ長さが等しく、中間のものはそれらの3分のiti程度の長さ。先端のそれは細くて胞子を形成しない。先端はわずかに割れるか、時に単純。スポロクラディアの先端の細胞をのぞく部分の上面には胞子形成細胞である偽フィアライドが多少とも横並びの配置で一面に並ぶ。偽フィアライドは卵形で、6-6.5×3.5μm。胞子はその先端から出芽するように形成される。一つの偽フィアライドからは胞子は1つだけ生じ、紡錘形で長さ13-17μm、幅は3.5μm。その先端部では胞子嚢壁と胞子の壁との区別が見て取れる。
この科のものは湿性胞子を作るものが多く、ブラシカビなどでは1つのスポロクラディア上の胞子がすべて一つの粘液球に含まれる。そのためスポロクラディアの片面に粘液球がくっついた形となる。しかしこの種の場合、スポロクラディアの胞子形成面は、すべて柄の先端に向かって寄り合っており、それらすべてから形成される胞子は、その中央に形成される単一の大きな粘液球に含まれる。そのため、外見的には直立した柄の先端から出るスポロクラディアの作る杯の上に、一つの大きな水滴が乗る、という形になる。
胞子は好適な培地の上では発芽管を出して菌糸体に発達する。発芽管は胞子の中央から両側に2本出る。

### 有性生殖
有性生殖は菌糸の接合により、接合胞子を作る。また、自家和合性であり、単独株でも接合胞子を形成する。
特に分化の見られない菌糸間での接合が行われ、形成されるものは球形から卵形で、厚壁ながら表面はなめらかで無色、径は3-7μm（平均5μm）で、内部には小粒が多数含まれる。

## 分布と生育環境
北アメリカやヨーロッパから発見され、日本からも2回だけ記録があるが、その発見例は少ない。多くの例で、ほ乳類の糞から発見されている。
なお、培養下では通常の室温とされる25-30℃ではよく育たず、20℃ではよく成長し、無性胞子を多く形成し、また6-7℃においても非常によく生長、胞子形成が見られる。また有性胞子の形成はやはり6-7℃の温度条件で、2週間の培養で確認された。これらはこの菌が低温を好むことを示唆する。

## 経緯
この属の唯一の種は ユージン・クーマンが1862年に記載したものである。これは後にキックセラ科にまとめられた菌の中で最も早いものである。ただしこの際、彼はこのカビの無性生殖器官と共にケカビ様の球形の胞子嚢と子嚢を含んだ閉子嚢殻についても記述している。この点ではその後に若干の混乱をもたらした。それ以降、これに近縁の複数属種が知られるようになり、それらは接合菌か不完全菌かで論議が続いた。
Linder(1943)はこの種と Martensella、それにブラシカビの3属を近縁のものとして検討し、これらをまとめてキックセラ科を立てることを提案し、それを接合菌綱ケカビ目に含めた。この判断は、ブラシカビにおいて未成熟な接合胞子を確認したことによる。この種自体の接合胞子は Benjamin(1958) が確認した。これはそれまでの研究者が厚膜胞子と見なしていたものであった。
後にこの科は独立目のキックセラ目とされ、さらに21世紀初頭の菌類の分類体系の見直しによりケカビ目とは切り離され、キックセラ亜門に所属するに至った。なお、Kurihara(2002)はこの目を細分すべきと論じているが、この属の位置についてはブラシカビなどと共にキックセラ科の主要な属と近縁とし、分子情報による系統樹ではリンデリナ属 Linderina との位置が最も近いとしている。